# Inga Sheroziya
Inga Sheroziya est une karatéka russe. Elle a remporté la médaille d'or en kumite moins de 68 kilos aux championnats d'Europe de karaté 2014 à Tampere.